# Eumegistus brevorti
 Eumegistus brevorti és una espècie de peix de la família dels bràmids i de l'ordre dels perciformes.

## Morfologia
Els mascles poden assolir els 61 cm de longitud total.

## Distribució geogràfica
Es troba a l'oest de l'Atlàntic central.